# Table des caractères Unicode/U0080
Cette page contient des caractères spéciaux ou non latins. S’ils s’affichent mal (▯, ?, etc.), consultez la page d’aide Unicode.
Table des caractères Unicode U+0080 à U+00FF (128 à 255 en décimal).

## Commandes C1 et latin étendu – 1(Unicode 1.0.0)
Suppléments à l’alphabet latin basique, pour les langues européennes occidentales les plus courantes.
Comme les 256 premiers codes d’Unicode sont basés sur la norme ISO/CEI 8859-1, les caractères Unicode 128 à 159 (surlignés en rouge dans le tableau) ne sont pas utilisés comme caractères graphiques, car ils correspondent à des caractères de contrôle haut (du jeu de contrôle C1) ou de commandes (formalisés dans la norme ISO 6429) présents dans tous les jeux ISO/CEI 8859. Leur usage en tant que caractères Unicode est déconseillé, leur transcription n’étant pas normalisée (en dehors du caractère de contrôle nouvelle ligne (NEL, U+0085) pour préserver la compatibilité des textes transcodés de l’EBCDIC à ISO 8859 ou Unicode).
Note : le caractère U+00AD est un caractère de contrôle de format (indiquant une position possible de césure), normalement invisible dans une ligne de texte ou au milieu d'un mot (ce caractère n'a aucune valeur orthographique et devrait être ignoré lors de la recherche de mots). La césure pourra être rendue visible en cas de coupure de ligne, généralement au moyen d'un tiret ajouté en fin de ligne juste avant la position de césure (cependant le glyphe utilisé dans ce cas, et sa position peuvent dépendre de la langue utilisée).

### Table des caractères
| en fr  | 0    | 1   | 2   | 3   | 4   | 5   | 6   | 7   | 8   | 9    | A   | B   | C   | D     | E   | F   |
| ------ | ---- | --- | --- | --- | --- | --- | --- | --- | --- | ---- | --- | --- | --- | ----- | --- | --- |
| U+0080 | PAD  | HOP | BPH | NBH | IND | NEL | SSA | ESA | HTS | HTJ  | VTS | PLD | PLU | RI    | SS2 | SS3 |
| U+0090 | DCS  | PU1 | PU2 | STS | CCH | MW  | SPA | EPA | SOS | SGCI | SCI | CSI | ST  | OSC   | PM  | APC |
| U+00A0 | NBSP | ¡   | ¢   | £   | ¤   | ¥   | ¦   | §   | ¨   | ©    | ª   | «   | ¬   | - SHY | ®   | ¯   |
| U+00B0 | °    | ±   | ²   | ³   | ´   | µ   | ¶   | ·   | ¸   | ¹    | º   | »   | ¼   | ½     | ¾   | ¿   |
| U+00C0 | À    | Á   | Â   | Ã   | Ä   | Å   | Æ   | Ç   | È   | É    | Ê   | Ë   | Ì   | Í     | Î   | Ï   |
| U+00D0 | Ð    | Ñ   | Ò   | Ó   | Ô   | Õ   | Ö   | ×   | Ø   | Ù    | Ú   | Û   | Ü   | Ý     | Þ   | ß   |
| U+00E0 | à    | á   | â   | ã   | ä   | å   | æ   | ç   | è   | é    | ê   | ë   | ì   | í     | î   | ï   |
| U+00F0 | ð    | ñ   | ò   | ó   | ô   | õ   | ö   | ÷   | ø   | ù    | ú   | û   | ü   | ý     | þ   | ÿ   |

### Historique

#### Version initiale Unicode 1.0.0
C'est la version actuelle, qui n’a pas été modifiée depuis. Elle est basée sur la première variante latine de la norme ISO/CEI 8859 (étendu avec le jeu de contrôles C1 dont la plupart sont issus initialement du codage EBCDIC réencodés pour être compatibles avec les normes ISO 646 et ISO/CEI 8859), dont elle reprend le codage sur 8 bits avec une identité des valeurs numériques des points de code Unicode/ISO/IEC 10646 et des valeurs des codets des anciennes normes.